# Amauroclopius
Amauroclopius is een geslacht van wantsen uit de familie van de Reduviidae (Roofwantsen). Het geslacht werd voor het eerst wetenschappelijk beschreven door Carl Stål in 1868.

## Soorten
Het genus bevat de volgende soorten:

- Amauroclopius bispinus Stål, 1868
- Amauroclopius ornatus Distant, 1903